# .az
.az è il dominio di primo livello nazionale assegnato all'Azerbaigian.
Al 2023 sono stati registrati oltre 40 000 domini.